# Tannenwald (Leipzig)

Blick auf den Tannenwald von Süden

Der Tannenwald ist ein 251 ha großes Waldgebiet nördlich von Leipzig, das jahrzehntelang militärisch genutzt wurde und noch heute Spuren dieser Zeit trägt. Seit der Eingemeindung der Gemeinde Lindenthal zum 1. Januar 1999 liegt der Wald vollständig im Gebiet der Stadt Leipzig.

## Geographie

Wallanlagen im Südteil des Waldes

Die markante Dreiecksform des Waldes wird von der alten Straße zwischen Lindenthal und Radefeld im Osten, dem ehemaligen Exerzierplatz im Westen und der alten Salzstraße im Süden begrenzt. Vom früher im Ostteil des Waldes verlaufenden Mülkaubach ist heute nur noch das Bett des Baches zu erkennen. Die Wiederherstellung des Bachlaufes zwischen Tannenwald und Lindenthal ist derzeit im Gange.

## Flora und Fauna

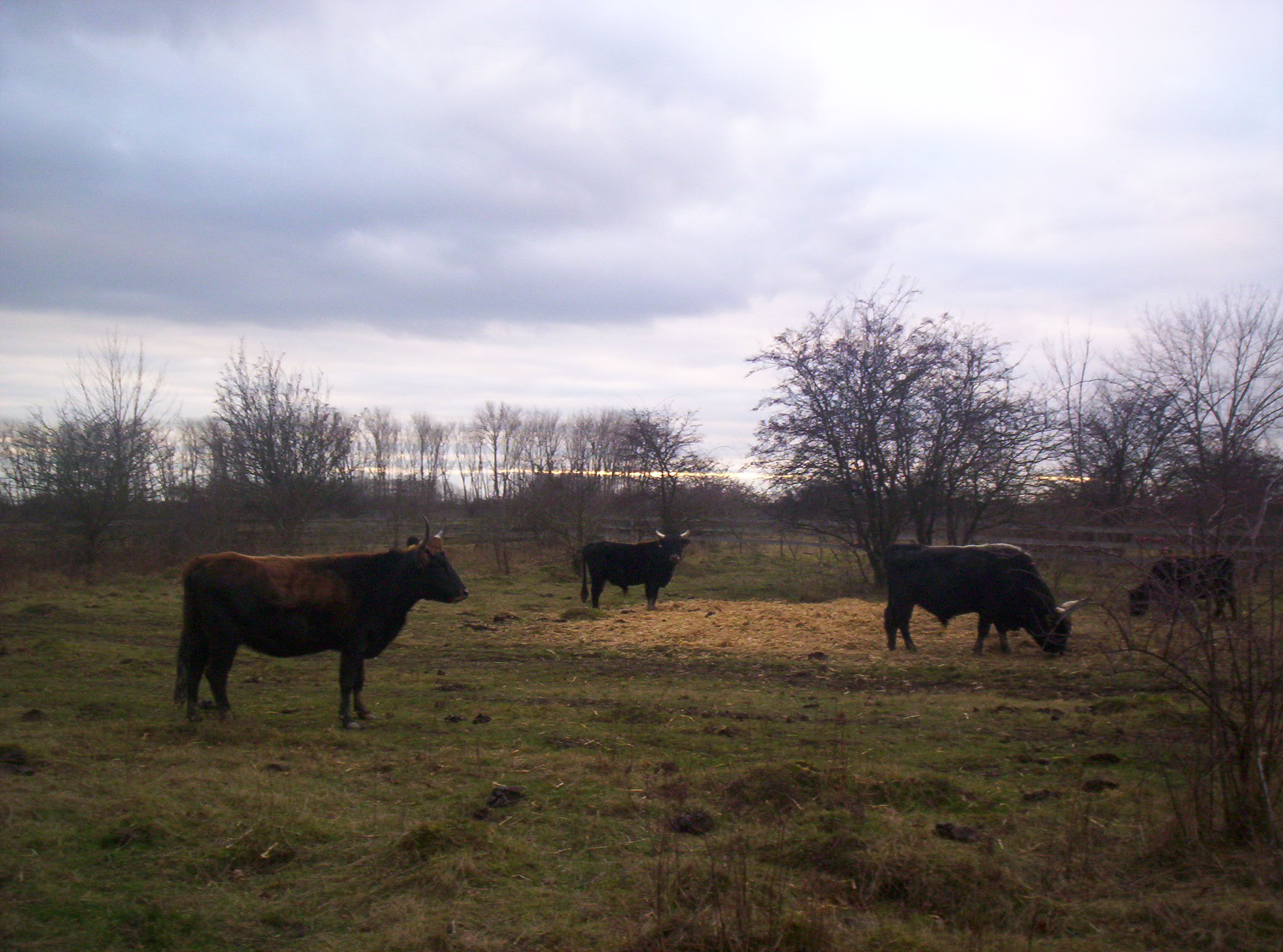
Heutige Nutzung des Exerzierplatzes

Trotz seines Namens ist der Tannenwald tatsächlich ein Laubmischwald mit den Charakterarten Stieleiche, Hainbuche und Große Sternmiere (Sternmieren-Eichen-Hainbuchen-Wald). Die Einrichtung eines Vogelschutzgebietes im Bereich des Waldes war geplant, kam allerdings wegen des Ausbaus des Flughafens Leipzig/Halle und der damit einhergehenden Beeinträchtigung durch Fluglärm nicht zur Ausführung. Das Terrain ist jedoch weiterhin als Fauna-Flora-Habitat (FHH) gemeldet. Unter anderem kommen als geschützte Arten die Vogelarten Mittelspecht und Sperbergrasmücke, die Fledermausarten Großes Mausohr und Rauhautfledermaus sowie der Kammmolch vor.
Der ehemalige Exerzierplatz westlich des Tannenwalds dient derzeit als Weidefläche für Taurusrinder (Auerochsen-Abbildzüchtung) und Exmoor-Ponys wegen des Naturschutzes und der Biotoppflege. Die Tiere leben ganzjährig auf dem Gelände und sollen der Verbuschung des Geländes vorbeugen.

## Geschichte

Die alte Salzstraße am Tannenwald

Am Südrand des Waldes ist der Verlauf der alten Salzstraße noch zu erkennen. Sie wurde im 14. Jahrhundert vom Hallenser Erzbischof Otto angelegt und führte von Halle (Saale) über Osmünde und den Norden von Schkeuditz nach Leipzig.
Ab 1818 verlief die Grenze zwischen Preußen und Sachsen am westlichen Rand des Waldes; an der südwestlichen Waldecke sowie an der Nordwestspitze wurden Grenzsteine gesetzt.
Am südwestlichen Rand des Tannenwalds erinnert das „Denkmal der 53“ an ein Gestapo-Massaker in den letzten Kriegstagen 1945. Hier wurden unter anderem die bekannten Leipziger Antifaschisten Margarete Bothe und Alfred Kästner ermordet.

## Militärische Nutzung

Denkmal der 53

Der Tannenwald ist ein Teil des ehemaligen Exerziergeländes. Es wurde von der Leipziger Garnison, dann von der Wehrmacht und als letztes von der NVA benutzt. Es gibt noch deutliche Spuren dieser Zeiten, zum Beispiel Gräben. In der Nordwestecke des Waldgebietes sind noch Reste des ehemaligen Kasernengeländes zu finden: unter anderem eine Garage, Munitionsbunker und Schranken. Russische Soldaten haben vielfach kyrillische Spuren in den Bäumen des Tannenwalds hinterlassen.

## Naherholung
Heute wird der Wald hauptsächlich von Spaziergängern, Reitern und Radfahrern genutzt. Der Grüne Ring verbindet den Tannenwald mit dem Rad- und Wanderwegenetz rund um Leipzig. Ein Reiterhof am südwestlichen Waldrand ist Ausgangsbasis für Ausritte.